# 素晴らしい世界
『素晴らしい世界』（すばらしいせかい）は、北海道テレビ放送（HTB）で、毎週月曜日（日本標準時火曜日未明）24:15 - 24:45に放送していたテレビドラマ（2010年からコントドラマ）とバラエティ番組を組み合わせたコンプレックス形式のローカル番組である。

## 概要
- 2006年11月2日放送開始。放送開始当初は毎週木曜（日本標準時金曜日未明）24:45 - 25:15に放送していたが、2007年7月16日より現在の放送時間に枠移動（日本標準時火曜日未明）。
- 主にディスクジョッキー・やまだひさしによるトークコーナー『スバセカトーク』と、俳優でTEAM NACSメンバー・音尾琢真によるテレビドラマコーナー『スバセカ劇場』の二部から構成される複合形式番組。
- オープニング・エンディング・そしてコーナー間には、やまだと音尾によるスタジオトークが行われる。
- セットは「出演者がリラックスできるように」というコンセプトの下、水色で統一されたデザイン。
- スタジオにゲストを呼ぶことも想定されており、第3回放送では実際にゲストを迎えて収録された。
- 第1回放送ではオープニングトーク時に出演者2人の紹介VTRが流され、やまだの紹介ではWikipediaのような画面も表示された。
- ノンスポンサー（無提供番組）で、道外でのオンエアーの予定はないが、他地域での番組販売を想定してか、提供ベースが存在している。
- 2008年6月30日放送では、やまだひさし主催のイベント「Re-style LIVE[2] Vol.5 withチーム・マイナス6%」（2008年6月10日、札幌市教育文化会館[3]）の様子や舞台裏を、同イベントにも参加した音尾が紹介。
- 2008年12月15日、12月22日、2009年12月21日に総集編が放送された。2008年の総集編ではナレーター交代示唆、2009年の総集編では番組名ご冠番組ではなくなることが発表された。
- 2010年3月30日をもって『素晴らしい世界』シリーズは3年半の歴史に幕を閉じた[注 1]。

## スバセカトーク
ベジタブル&フルーツマイスターの資格も持つやまだが毎回、味わいのあるゲストを迎え、北海道ならではの風景や料理を楽しんでもらい、キー局の番組では見られないゲストの本音や素顔に迫る。実際に、ゲストが深く関わる重大事件の真相などが語られている。
2009年11月23日放送分からは長沼町にある廃屋をスタジオ代わりにしてトークしている。トークの締めに「ゲストの素晴らしい世界」をほぼ毎回のように聞いている。

### 登場したゲスト
量が多いため、伸縮型のメニューとして掲載する。右にある[表示]をクリックすると一覧表示される。

### スタジオ以外でのロケ地
- 北海道箱根牧場（千歳市・第1回放送）
- すすきの・札幌市電・藻岩山（札幌市中央区・第2回放送）
- ギャラリー門馬（札幌市中央区・第8回放送）
- 小樽運河（小樽市・第9回放送）
- レトロスペース坂会館（札幌市西区・第10回放送）
- 札幌芸術の森（札幌市南区・第12回放送）
- 北海道札幌藻岩高等学校（札幌市・やまだとゲストの大泉洋の母校）

など

## スバセカ劇場
「日常生活の人間のオカシサ」をテーマに、音尾主演のショートドラマを月替わりで放送する。2008年7月4日から月1回、別番組枠の金曜日深夜（初回は24:35 - 26:35 JST）に1作品を4話連続で「月刊スバセカ劇場」として放送。

### 作品
1. 今夜もワンダフルバーで（2006年11月・全5話）
2. ショートケーキ（2006年12月・全3話）
3. 寄せ鍋な男たち（2007年1月・全2話）
4. たなからぼたもち（2007年2月・全4話）
5. 今夜もワンダフルバーで2（2007年3月・全5話）
6. 引越で…（2007年4月・全4話）
7. パソコン教室の放課後（2007年5月・全5話）
8. 弟なのか、恋人なのか、それが問題だ（2007年6月・全4話）
9. 今夜もワンダフルバーで3（2007年8月・全4話）
10. セプテンバーラブ?（2007年9月・全4話）
11. 哀愁のハクションダー（2007年10月・全4話）
12. 残された2人（2007年11月・全4話）
13. そぼろごはんの出会い（2008年1月・全4話）
14. たこ焼き食べたい!（2008年2月・全4話）
15. 閉じ込められた3人（2008年3月・全4話）
16. キカイな取調べ（2008年4月・全4話）
17. 普通じゃないお見合い（2008年5月・全4話）
18. 失恋回収人（2008年6月・全4話）
19. 正直なオデコ（2008年8月 - 10月13日・全8話）
20. 僕の落とし物（2008年10月20日 - 12月・全8話）
21. 俺の育児日誌（2009年1月 - 3月・全8話）
22. 男たるもの（2009年4月 - 6月）
23. 君影草（2009年8月3日・10日・前後編）
24. 二代目 北海音次郎一座（2009年10月26日・2010年1月25日・2月22日）
25. 合コン演出家（2009年11月2日）
26. ニセおまわりさん（2010年2月8日・3月1日） - コント作品
27. 走馬灯（2010年3月8日・15日・22日）

### ゲスト出演者
- 今夜もワンダフルバーでシリーズ
  - 与座嘉秋（ホーム・チーム）
  - 占部房子（1、2のみ）
  - 吉高由里子（3）
- ショートケーキ
  - 三輪ひとみ
  - 佐藤伸予
  - 佐藤凌大（子役）
- 寄せ鍋な男たち
  - 川井"J"竜輔（劇団イナダ組）
  - 佐藤慶太（劇団イナダ組）
- たなからぼたもち
  - 酒井善史（劇団ヨーロッパ企画）
  - 諏訪雅（劇団ヨーロッパ企画）
- 引越で・・・
  - 松田暢子（劇団ヨーロッパ企画）
- パソコン教室の放課後
  - 江間直子（劇団無名塾）
  - 黒岩孝康（札幌スーパーギャグメッセンジャーズ）
- 弟なのか、恋人なのか、それが問題だ
  - 神木隆之介
  - 高橋真唯
- セプテンバーラブ?
  - 秋山実希
  - 春日井静奈[注 2]
  - 岩尾亮（劇団ff男盛りレコーズ）
- 哀愁のハクションダー
  - 宝積有香
  - 藤澤佑伸健（子役）
- 残された2人
  - 村川絵梨
- そぼろごはんの出会い
  - 岩田雄二（劇団ff男盛りレコーズ）
  - 高田豊
  - 愛ちゃん（スプーン）
- たこ焼き食べたい!
  - 田島ゆみか
  - 川井"J"竜輔（劇団イナダ組）
  - 岩尾亮（劇団ff男盛りレコーズ）
- 閉じ込められた3人
  - 福島カツシゲ（お笑いユニット COLORS）
  - 岩田雄二（劇団ff男盛りレコーズ）
- キカイな取調べ
  - 石田剛太
  - 永野宗典（ヨーロッパ企画）
  - 吉田理恵（HTBアナウンサー）
- 普通じゃないお見合い
  - 六車奈々
- 失恋回収人
  - 福島カツシゲ（お笑いユニット COLORS）
  - 坂田直貴
  - 萬歳光恵
- 正直なオデコ
  - 吉田舞
  - 福島カツシゲ
  - 松田沙紀
  - 大竹浩一
  - 永野宗典（ヨーロッパ企画）
  - 向野章太郎
- 僕の落とし物
  - 岡内美喜子（演劇集団キャラメルボックス）
  - 菅野良一（演劇集団キャラメルボックス）
  - 實川喜美子（演劇集団キャラメルボックス）
  - 多田直人（演劇集団キャラメルボックス）
- 俺の育児日誌
  - 八木小緒里
  - すがの公
  - 池野浩子
  - 川井“J”竜輔
  - 星野誠司
- 男たるもの
  - 雨夜秀興
  - 大原慧（SKグループ）
  - 斉藤祐介（SKグループ）
  - 小山めぐみ（SKグループ）
  - 古崎瑛美（SKグループ）
- 君影草
  - 米村美咲
  - 藤澤佑伸健
  - 曽川留三子
  - 斎藤歩
  - 吉田羊
  - 佐々木駿
- 二代目北海音次郎一座
  - 小島可奈子
  - 藤澤佑進健
  - 福島カツシゲ
  - 有薗芳記
  - エリザベス・ヒグドン
- 合コン演出家
  - 石田剛太（ヨーロッパ企画）
  - 大下宗吾
- ニセおまわりさん
  - 久保隆徳
  - 岩田雄二
- 走馬灯

## スタッフ
- ナレーター：国井美佐（2009年1月12日 - ）
- タイトル題字：武田双雲
- オープニングテーマ音楽演奏：安田貴広（raison d'etre）
- 美術協力：テレビ朝日クリエイト、裏方家
- 撮影：坂本忠昭、鈴木武司
- 照明：東方淳、北海道共立
- 音声：松澤聡、近藤佳博、荒川典子
- セットデザイン：小川由紀夫
- グラフィックデザイン：齋藤まゆみ
- 美術：BgBee、七尾出（イラスト担当）
- スタイリスト：小松江里子
- メイク：諸橋みゆき
- 音響効果：工藤哲也
- 番組ウェブサイト：高橋啓人、新海むつみ
- ロケコーディネート：AZBY
- 制作：松倉和哉
- AD：田村憩吾
- AP：山浦太士
- ディレクター：多田健、中村賢治 / 窪井響（2009年12月-）
- プロデューサー：四宮康雅、福屋渉

### スバセカ劇場・脚本
1. 伊藤康隆（今夜もワンダフルバーでシリーズ）
2. 山村一間（ショートケーキ）
3. 立見千春（寄せ鍋な男たち）
4. 上田誠<劇団ヨーロッパ企画>（たなからぼたもち）
5. イナダ（引越で…）
6. 伊藤崇（パソコン教室の放課後）
7. 森ハヤシ（弟なのか、恋人なのか、それが問題だ / 残された2人 / そぼろごはんの出会い / 閉じ込められた3人 / 正直なオデコ / 合コン演出家）
8. 鬼井司（セプテンバーラブ? / たこ焼き食べたい!）
9. 大歳倫弘<ヨーロッパ企画>（キカイな取調べ）
10. 勝栄<ワハハ本舗>（普通じゃないお見合い）
11. 福島カツシゲ（失恋回収人 / 二代目 北海音次郎一座）
12. 石山博士（失恋回収人 / 二代目 北海音次郎一座 ※共に原案）
13. 真柴あずき<演劇集団キャラメルボックス>（僕の落し物）
14. 福島三郎（俺の育児日誌）
15. すがの公（男たるもの）
16. 音尾琢真（君影草）

### 元スタッフ
- ナレーター：吉田みどり、林和人
- ディレクター：本間浩一郎
- 「残された2人」「キカイな取調べ」演出:藤村忠寿
- 「君影草」演出:長沼里奈

## 主題歌
- オープニングテーマ - 安田貴広（Ao）[4]（raison d'etre[5]）「スバラシイセカイ」（インストゥルメンタル・番組オープニングバージョン、yumechika recordsから2007年9月12日発売）

エンディングテーマ
1. 福原美穂[6]「絶え間なく」（ミニアルバム「Step☆Out EP」収録、yumechika records。2006年11月〜）

## 公式サイト
- BBSがあり、スタッフがレスを付けている。
- 「アスパラガス」（多田健）→「ヒグマ」（柴田穣）、「ウニ」（中村賢治）、「毛ガニ」（本間浩一郎）のディレクター3名が交代でレスを付けている。2009年12月にBBSのレスをつけている人の本名が明らかになった。
- たまにやまだひさし本人からのコメントが掲載される事がある。
- BBSはかなり頻繁に更新している様子。